# Schahid-Tschamran-Universität

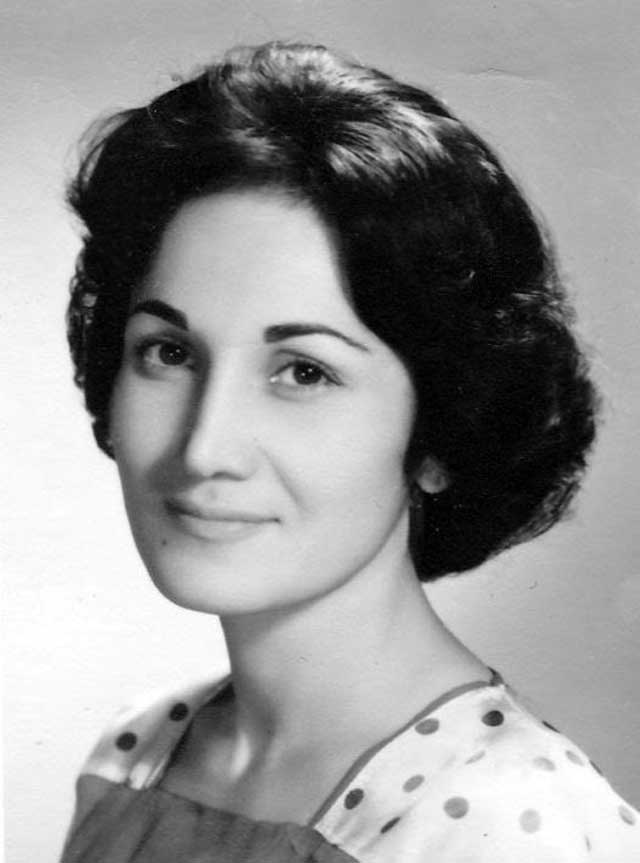
Bald nach Gründung der Dschondischapur-Universität wurde Tal’at Basāri Rektorin der Universität, die erste Frau des Iran, die ein solches Amt bekleidete.

Die Schahid-Tschamran-Universität von Ahwas (persisch دانشگاه شهید چمران اهواز; englisch Shahid Chamran University of Ahvaz), bis 1982 Dschondischapur-Universität (in Anlehnung an die Akademie von Gundischapur), ist eine öffentliche Universität in der iranischen Stadt Ahvaz. Sie zählt zu den größten Universitäten im Iran.
1955 wurde sie als Landwirtschaftshochschule gegründet. Bald nach Gründung der Dschondischapur-Universität wurde Tal’at Basāri (طلعت بصاري) Rektorin der Universität, die erste Frau des Iran, die ein solches Amt bekleidete. 1982 wurde die Universität in „Schahid-Tschamran-Universität von Ahwas“ umbenannt, zu Ehren des Kommandeurs der Revolutionsgarde und Kämpfers der schiitischen Amal-Miliz, Mostafa Tschamran. 1986 wurden die Fakultäten für Medizin, Gesundheit, Zahnmedizin, Geburt und Pharmazie unter der unabhängigen „Ahwas-Dschundischapur-Universität für Medizinwissenschaften“ (Ahvaz Jundishapur University of Medical Sciences) neu zusammengefasst und unterstehen seither dem staatlichen Gesundheitsministerium.
Im Studienjahr 2008–2009 hatte die Hochschule 14.304 Studierende, davon 5214 Studenten und 9090 Studentinnen.

Bilder
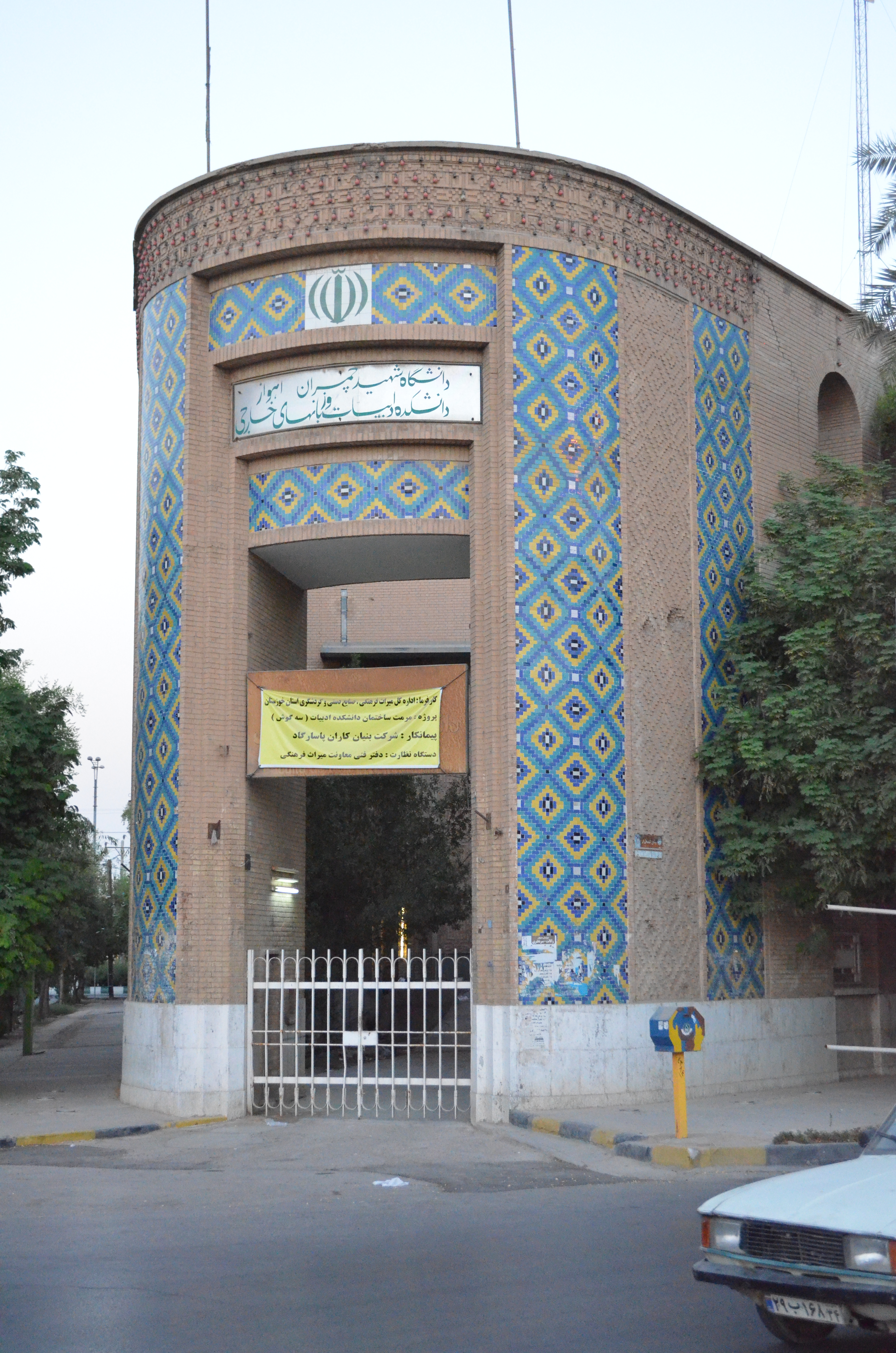
Fakultätsgebäude
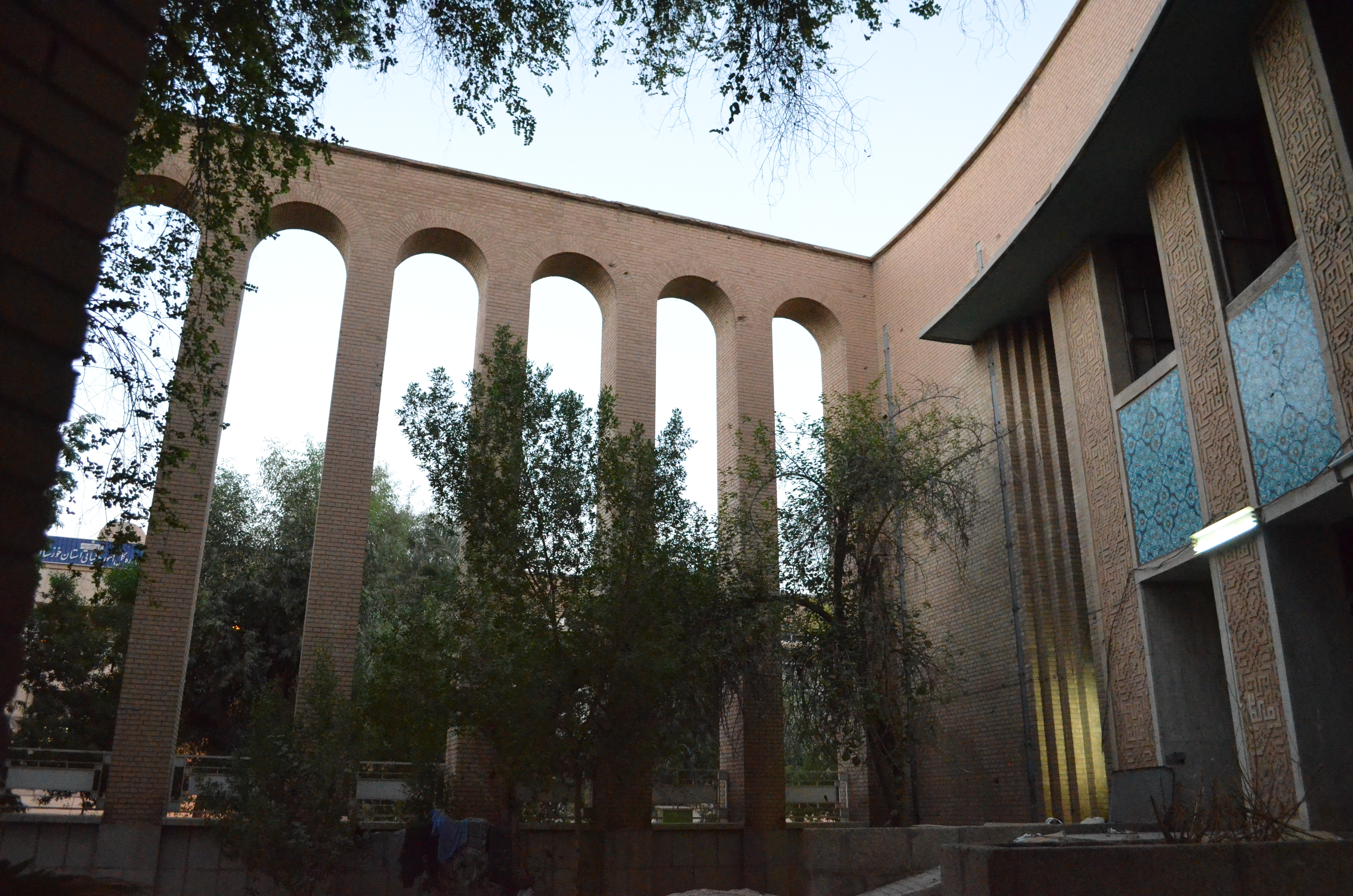
Fakultätsgebäude
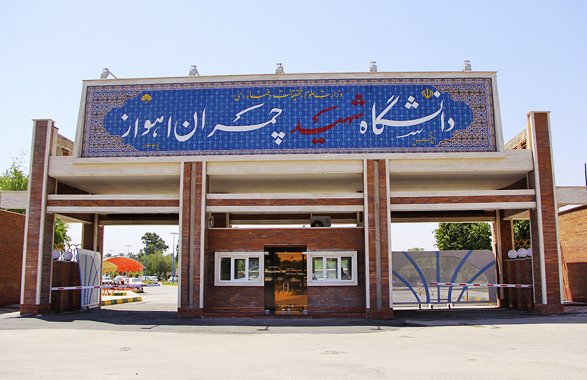
Hauptzufahrt
Eingang zur Dschondi-Schapur-Moschee 1978